# Malaconothrus heterotrichus
Malaconothrus heterotrichus är en kvalsterart som beskrevs av Sandór Mahunka 1992. Malaconothrus heterotrichus ingår i släktet Malaconothrus och familjen Malaconothridae. Inga underarter finns listade i Catalogue of Life.